# Daniel Uneputty

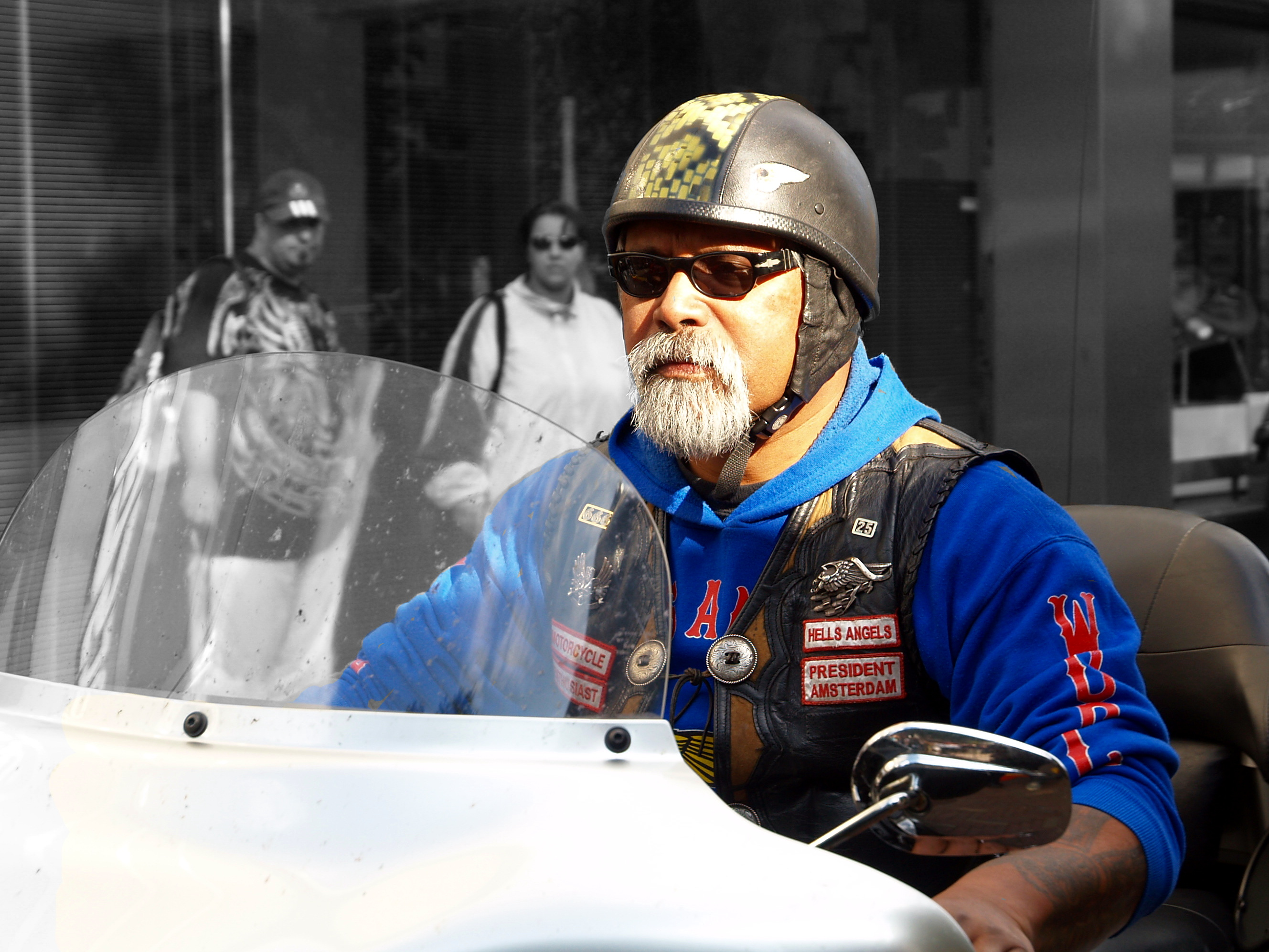
Uneputty in 2008

Daniel Uneputty (Oostburg, 1954) alias Unu was van 2004 tot 2012 president van de Amsterdamse afdeling ('chapter') van Hells Angels Holland. Hij is van Zuid-Molukse afkomst en is een van de weinige niet-blanke Hells Angels ter wereld. Hij begon met zijn 'Harley-hobby' eind jaren 70 bij de 'Black Harleys' in Gouda, die later banden onderhield met de Hells Angels uit Amsterdam.
Uneputty is Delfts blauwschilder van beroep. Hij werd geboren als zoon van een KNIL-militair in een Moluks woonoord aan de rand van de stad Oostburg, waar zijn ouders werden opgevangen vanwege de naoorlogse situatie in Indonesië.
In 1981 werd hij lid van de Hells Angels. Ruim twintig jaar later, op 49-jarige leeftijd, volgde hij Willem van Boxtel alias Big Willem op, die uit de groep was gezet nadat hij zou hebben verzwegen door vastgoedhandelaar Willem Endstra te zijn gevraagd om diens afperser Willem Holleeder in het clubhuis van de Angels met een bomaanslag te doden. Tot dan was hij penningmeester van Hells Angels Amsterdam. Hij was al jaren lid en was als enige in het Amsterdamse clubhuis aanwezig toen dit op 24 mei 2002 na kortsluiting geheel uitbrandde, terwijl de Hells Angels feestvierden in Benidorm.
Op 17 oktober 2005 werd Uneputty gearresteerd tijdens een grootschalige politieactie tegen zes afdelingen van Hells Angels Holland. Hij werd er onder meer van verdacht de brand in het clubhuis in 2002 te hebben aangestoken. Naast brandstichting werd Uneputty ook verdacht van bedreiging, afpersing, mishandeling en drugshandel. Ook trof de politie een vuurwapen bij hem thuis aan, maar daar had hij een vergunning voor.
In 2006 volgde hij bij het Friese beveiligingsbedrijf International Security Agency een opleiding tot beveiliger. Het bedrijf vroeg in augustus van dat jaar een werkvergunning voor hem aan, maar de aanvraag werd door de korpschef van het politiekorps van Friesland afgewezen. Uneputty ging hiertegen in beroep, maar op 18 december 2006 wees de rechtbank dit beroep af in verband met de zaken die nog tegen de Hells Angels liepen. Op 8 augustus 2007 bepaalde de Raad van State dat de aanvraag terecht was afgewezen. Hiermee werd de afwijzing definitief. In november 2008 werd eenzelfde verzoek voor de provincie Brabant ook afgewezen.
Op 30 januari 2012, tegelijk met de sluiting van het Hells Angels-clubhuis aan de H.J.E. Wenckebachweg dat moest plaatsmaken voor nieuwbouw, trad Uneputty vrijwillig af als president van de Amsterdamse tak van de Hells Angels. Hij zette daarop zijn carrière voort als tatoeëerder.